# Xã Zane, Quận Logan, Ohio
Xã Zane (tiếng Anh: Zane Township) là một xã thuộc quận Logan, tiểu bang Ohio, Hoa Kỳ. Năm 2010, dân số của xã này là 1.140 người.